# Islas Natuna
El archipiélago de las Natuna (Kepulauan Natuna) es un grupo que consta de 272 islas indonesias situadas en el mar de China Meridional, entre la península Malaya y la isla de Borneo. El archipiélago es una de las partes más septentrionales de Indonesia. Su población es de aproximadamente 100.000 habitantes. 
Administrativamente, las islas Natuna son un kabupaten de la provincia de Islas Riau (Propinsi Kepulauan Riau), formada por estas islas junto con las islas Riau, las islas Anambas, las islas Badas y las islas Tambelan. Hasta julio de 2004 las islas Riau formaban parte de la provincia de Riau, en Sumatra; desde entonces se le unieron los dos archipiélagos antes citados para formar los tres una nueva provincia. En total, la provincia comprende unos 21.992 km² y cuenta con 1.198.526 habitantes. La capital es la localidad de Tanjung Pinang. 
Las principales islas son la propia isla Natuna Besar o Gran Natuna, dentro de las Natunas del Centro, el conjunto de las islas Natuna del Sur y las islas Natuna del Norte (como la isla Laut. El grupo de Natuna del Sur comprende las islas de Serasan, Bakau, Panjang y las Subi (grande y pequeña). 
A pesar de que se encuentran a cientos de kilómetros hacia el oeste, a veces en el grupo de las islas Natuna se incluyen las islas Anambas, que incluyen las islas de Terempah, Matak y Jemaja Andriabu. 

## Economía
Los habitantes de las islas Natuna viven de la pesca y la agricultura. 
El archipiélago cuenta con el mayor yacimiento de gas natural en el mundo, pero que comporta el 70% de CO2. Las reservas se estiman en 1,3 millardos de metros cúbicos. El gas utilizado ya es exportado a Singapur por un gasoducto submarino. La isla Matak sirve como base de operaciones en el mar. 

## Ecología

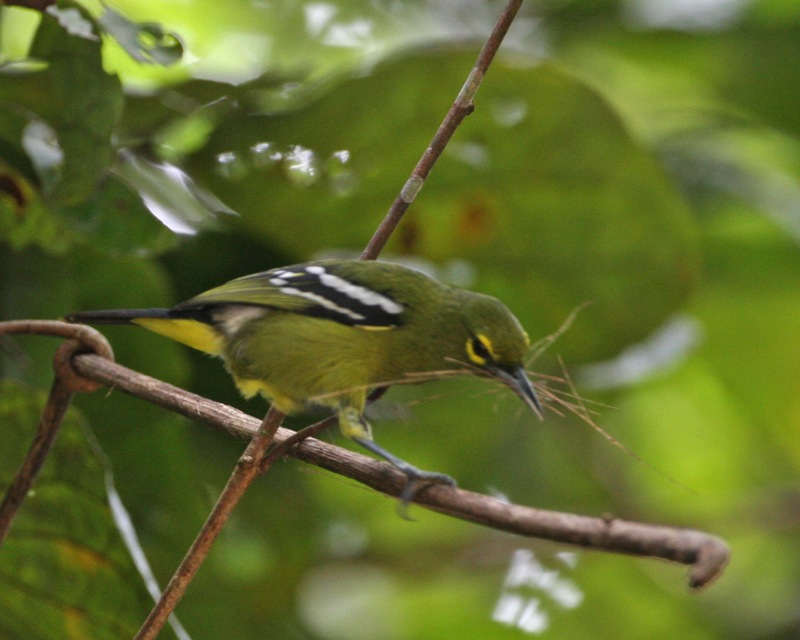
Iora verde

El archipiélago de las Natuna tiene una notable avifauna con 71 especies registradas, como la iora verde (Aegithina viridissima), el eurilaimo verde (Calyptomena viridis) y la paloma plateada (Columba argentina), muchas de las cuales están en peligro de extinción. El mono Natuna es una de las 25 especies de primates más amenazadas del planeta. 
En las aguas que rodean el archipiélago hay hermosos arrecifes de coral. Las tortugas marinas ponen sus huevos en las cálidas playas de las islas Tambelan.